# Nidadavole
Nidadavole é uma cidade e um município no distrito de West Godavari, no estado indiano de Andhra Pradesh.

## Geografia
Nidadavole está localizada a 16° 55′ N, 81° 40′ L. Tem uma altitude média de 12 metros (39 pés).

## Demografia
Segundo o censo de 2001, Nidadavole tinha uma população de 43 211 habitantes. Os indivíduos do sexo masculino constituem 49% da população e os do sexo feminino 51%. Nidadavole tem uma taxa de literacia de 72%, superior à média nacional de 59,5%: a literacia no sexo masculino é de 76% e no sexo feminino é de 68%. Em Nidadavole, 11% da população está abaixo dos 6 anos de idade.